# Henrique Alves de Mesquita
Henrique Alves de Mesquita (Rio de Janeiro, 15 de março de 1830 — Rio de Janeiro, 12 de julho de 1906) foi um músico brasileiro. Foi compositor, maestro, organista e trompetista.

## Carreira
É historicamente reconhecido como o criador da expressão "tango brasileiro", usando o nome de tango para designar um tipo de música de teatro ligeiro, conhecida entre os franceses e espanhóis como habanera ou havanera.
É o patrono da cadeira de número 16 da Academia Brasileira de Música.
Foi nombrado membro da Ordem da Rosa por Pedro II 2 de Abril de 1857.

## Discografia
- Batuque (1912) - 78 rotações
- Batuque (1968) - LP
- Os Beijos do Frade (sem data) - LP
- Ali Babá (sem data) - LP
- Polca de 1867 (sem data) - LP
- Batuque (1974) LP